# NGC 3598
NGC 3698 is een elliptisch sterrenstelsel in het sterrenbeeld Leeuw. Het hemelobject werd op 4 maart 1865 ontdekt door de Duitse astronoom Albert Marth.

## Synoniemen
- UGC 6278
- MCG 3-29-14
- ZWG 96.14
- PGC 34306